# Kazancewo (obwód czelabiński)
Kazancewo (ros. Казанцево) – wieś (dieriewnia) w Rosji, w obwodzie czelabińskim, w rejonie sosnowskim. W 2010 liczyła 666 mieszkańców.